# 迪安娜·斯特拉托-杜德克
迪安娜·斯特拉托-杜德克（英語：Deanna Stellato-Dudek，1983年6月22日—），美国、加拿大女子花样滑冰运动员，2023年四大洲花样滑冰锦标赛双人滑铜牌得主、2024年四大洲花样滑冰锦标赛双人滑金牌得主。